# Остружница
Остружница је приградско насеље у градској општини Чукарица у граду Београду. Према попису из 2022. било је 4191 становника.
У Остружници се налази неколико споменика културе: Црква Светог Николе, Јанићеви дућани и Јанићева кафана. Постоји и железничка станица, а основна школа је једна од најстаријих у Београду и постоји у континуитету од 1805. године.

## Историја
Подаци о Остружници могу се наћи још на старим географским картама из 18. века. На двема аустријским картама београдске околине (из 1722. и из 1788. године) лоцирана је исто као и данас у доњем току Остружничке реке са кућама ушореним уз некадашњи главни друм. Наведене карте указују да је центар села био где и данас, на почетку данашње Карађорђеве улице. Захваљујући географском положају и чињеници да се од 1739. до 1914. године налазила првобитно на самој аустријској граници, а касније у њеној непосредној близини, Остружница је имала све услове да се развија као трговачки центар. О трговачком значају насеља говори и податак да је 1823. године подигнута кнежева механа, зграда која је за српску провинцију тог времена представљала луксузно здање, али ова грађевина није сачувана.
Пре уласка аустријских трупа у Србију (1718.) у њој није било римокатолика, али су Аустријанци одмах отпочели колонизацију са Немцима католицима из многих пренасељених места. Први колонисти су дошли у село Остружницу, коју су назвали Остербах. Када су Турци протерали Аустријанце из тих крајева и приморали их да потпишу Пожаревачки мир 1739., сви Немци и католички свештеници су се повукли са својом војском.
У речнику Карађорђеве Србије из 1804–1813. године уписана је као варошица, док је као посебно насеље уписана Остружничка скела. Према попису насеља Београдског пашалука из 1818. године у Остружници је постојала 71 кућа и 178 „арачких глава” (одраслих становника који плаћају порез). По броју домова Остружница је у то време спадала међу највећа насеља Београдске нахије. Током 19. века број домова у Остружници је нарастао, па је 1821. године забележено 89 домова, а већ 1875 нарастао је на око 120.
Остружница се у историји Србије везује за почетак парламентаризма, јер је 21. марта 1804. управо овде одржана прва Народна скупштина коју је сазвао Карађорђе. Године 1805. је отворена основна школа (данас носи име „Карађорђе“), једна од првих у Београдској нахији с наставом на српском језику. Школа у континуитету ради до данас. Нешто касније, 1806. године у Остружници је потписана молбеница султану.

## Градски саобраћај
До насеља се градским превозом може стићи:
- Линија 91 Београд на води — Остружница /Ново насеље/[3]
- Линија 92 Београд на води — Остружница /Караула/[4]
- Линија 551 Београд на води — Сремчица[5]
- Линија 553 Београд на води — Руцка[6]

## Демографија
У насељу Остружница живи 3207 пунолетних становника, а просечна старост становништва износи 39,9 година (38,9 код мушкараца и 40,9 код жена). У насељу има 1219 домаћинстава, а просечан број чланова по домаћинству је 3,22.
Ово насеље је великим делом насељено Србима (према попису из 2002. године).
|  |

| Демографија | Демографија | Демографија |
| Година      | Становника  | Становника  |
| ----------- | ----------- | ----------- |
| 1948.       | 2.304       |             |
| 1953.       | 2.663       |             |
| 1961.       | 3.840       |             |
| 1971.       | 4.016       |             |
| 1981.       | 4.060       |             |
| 1991.       | 3.787       | 3.633       |
| 2002.       | 3.929       | 4.079       |

| Етнички састав према попису из 2002.‍ | Етнички састав према попису из 2002.‍ | Етнички састав према попису из 2002.‍ | Етнички састав према попису из 2002.‍ | Етнички састав према попису из 2002.‍ |
| ------------------------------------ | ------------------------------------ | ------------------------------------ | ------------------------------------ | ------------------------------------ |
|                                      |                                      |                                      |                                      |                                      |
| Срби                                 | Срби                                 |                                      | 3.791                                | 96,48%                               |
| Југословени                          | Југословени                          |                                      | 25                                   | 0,63%                                |
| Црногорци                            | Црногорци                            |                                      | 22                                   | 0,55%                                |
| Хрвати                               | Хрвати                               |                                      | 12                                   | 0,30%                                |
| Македонци                            | Македонци                            |                                      | 3                                    | 0,07%                                |
| Словенци                             | Словенци                             |                                      | 2                                    | 0,05%                                |
| Чеси                                 | Чеси                                 |                                      | 1                                    | 0,02%                                |
| Словаци                              | Словаци                              |                                      | 1                                    | 0,02%                                |
| Руси                                 | Руси                                 |                                      | 1                                    | 0,02%                                |
| Роми                                 | Роми                                 |                                      | 1                                    | 0,02%                                |
| Немци                                | Немци                                |                                      | 1                                    | 0,02%                                |
| Муслимани                            | Муслимани                            |                                      | 1                                    | 0,02%                                |
| Мађари                               | Мађари                               |                                      | 1                                    | 0,02%                                |
| Бошњаци                              | Бошњаци                              |                                      | 1                                    | 0,02%                                |
| непознато                            | непознато                            |                                      | 42                                   | 1,06%                                |

| Година пописа     | 1948. | 1953. | 1961. | 1971. | 1981. | 1991. | 2002. |
| ----------------- | ----- | ----- | ----- | ----- | ----- | ----- | ----- |
| Број домаћинстава | 488   | 676   | 1.138 | 1.167 | 1.132 | 1.010 | 1.219 |

| Број чланова      | 1   | 2   | 3   | 4   | 5   | 6  | 7  | 8 | 9 | 10 и више | Просек |
| ----------------- | --- | --- | --- | --- | --- | -- | -- | - | - | --------- | ------ |
| Број домаћинстава | 177 | 264 | 248 | 296 | 138 | 73 | 18 | 4 | 1 | 0         | 3,22   |

| Пол    | Укупно | Неожењен/Неудата | Ожењен/Удата | Удовац/Удовица | Разведен/Разведена | Непознато |
| ------ | ------ | ---------------- | ------------ | -------------- | ------------------ | --------- |
| Мушки  | 1.629  | 495              | 1.024        | 73             | 35                 | 2         |
| Женски | 1.731  | 368              | 1.028        | 269            | 65                 | 1         |
| УКУПНО | 3.360  | 863              | 2.052        | 342            | 100                | 3         |

| Пол    | Укупно                    | Пољопривреда, лов и шумарство | Рибарство                            | Вађење руде и камена | Прерађивачка индустрија       |
| ------ | ------------------------- | ----------------------------- | ------------------------------------ | -------------------- | ----------------------------- |
| Мушки  | 766                       | 29                            | 0                                    | 1                    | 200                           |
| Женски | 628                       | 13                            | 0                                    | 1                    | 117                           |
| УКУПНО | 1.394                     | 42                            | 0                                    | 2                    | 317                           |
| Пол    | Производња и снабдевање   | Грађевинарство                | Трговина                             | Хотели и ресторани   | Саобраћај, складиштење и везе |
| Мушки  | 53                        | 71                            | 170                                  | 13                   | 92                            |
| Женски | 6                         | 16                            | 145                                  | 34                   | 32                            |
| УКУПНО | 59                        | 87                            | 315                                  | 47                   | 124                           |
| Пол    | Финансијско посредовање   | Некретнине                    | Државна управа и одбрана             | Образовање           | Здравствени и социјални рад   |
| Мушки  | 7                         | 30                            | 35                                   | 8                    | 16                            |
| Женски | 25                        | 36                            | 30                                   | 41                   | 88                            |
| УКУПНО | 32                        | 66                            | 65                                   | 49                   | 104                           |
| Пол    | Остале услужне активности | Приватна домаћинства          | Екстериторијалне организације и тела | Непознато            | Непознато                     |
| Мушки  | 27                        | 0                             | 0                                    | 14                   | 14                            |
| Женски | 35                        | 1                             | 0                                    | 8                    | 8                             |
| УКУПНО | 62                        | 1                             | 0                                    | 22                   | 22                            |

## Галерија слика
- Пут за Остружницу из Жаркова
- Улаз у насеље
- Поглед са пута Остружница - Умка
- Црква Светог Николе у Остружници
- Старо гробље поред цркве
- Јанићева кафана, споменик културе
- Јанићеви дућани, споменик културе
- Брачни пар Коста и Софија Јанић